# Duke Tour
Die Duke Tour war eine Tournee der britischen Progressive-Rock-Band Genesis, die ihr Album Duke bewarb. Sie dauerte von März bis Juni 1980 und umfasste insgesamt 76 Konzerte in Großbritannien und Nordamerika.

## Hintergrund

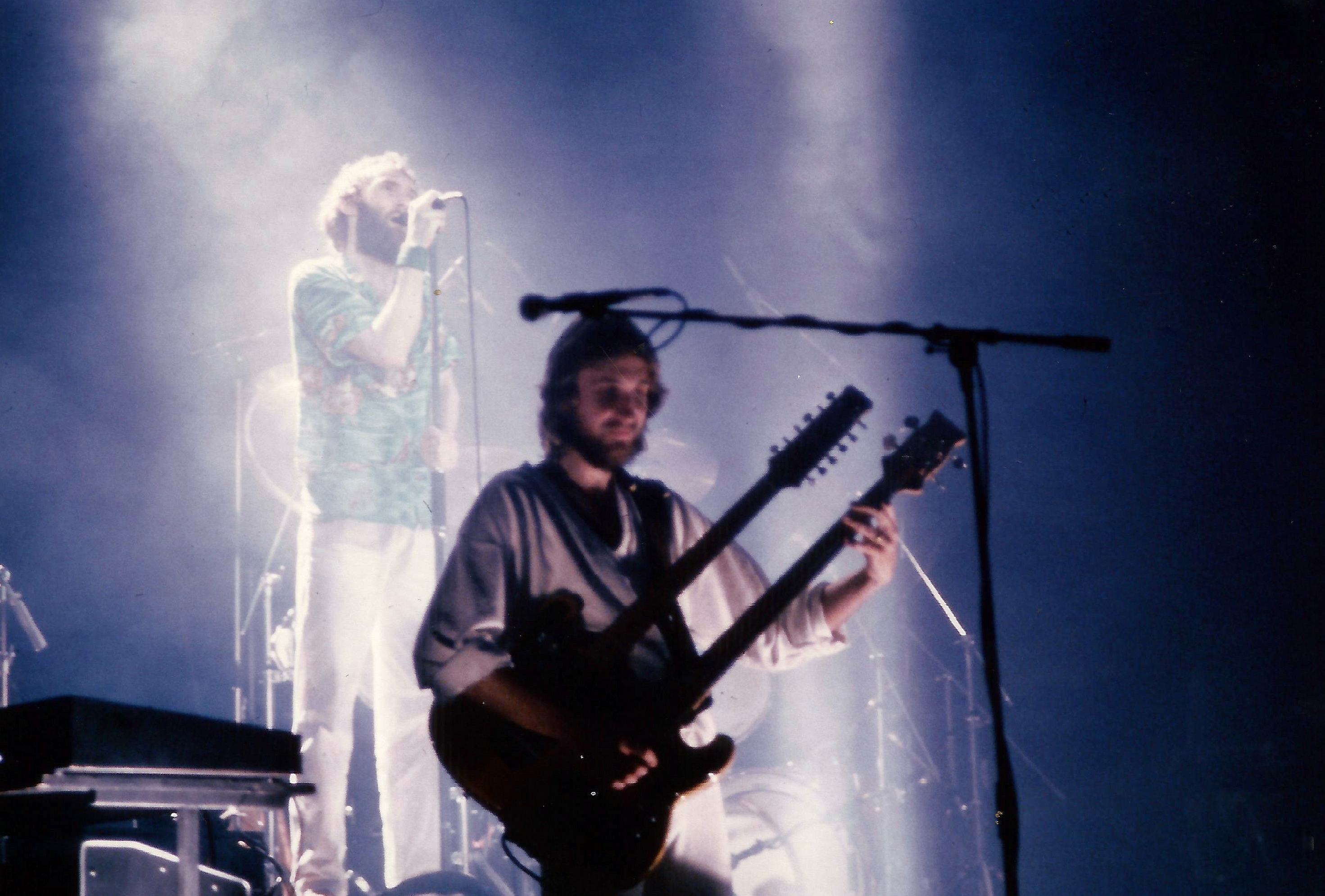
Mike Rutherford und Phil Collins bei einem Live-Konzert der Duke Tour im Empire Theatre, Liverpool (1980)

Im Gegensatz zur vorherigen And Then There Were Three Tour im Jahr 1978, bei der Genesis teilweise vor bis zu 60.000 Zuschauern spielten, wollten sie bei dieser Tour das Publikum wieder direkter ansprechen und spielten daher fast ausschließlich Konzerte in Theatern und kleineren Hallen mit einem Fassungsvermögen von bis zu 2.000 Leuten. Bei ihrer Europa-Tournee beschränkten Genesis sich ausschließlich auf Shows in Großbritannien, da sie dort seit 1977 keine größere Tour mehr bestritten hatten. Alle 108.000 verfügbaren Tickets für die UK-Konzerte waren innerhalb weniger Stunden nach Verkaufsstart ausverkauft.
Ein 40-minütiger Ausschnitt des Auftritts im Lyceum Theatre in London am 7. Mai 1980 wurde in der BBC-Sendung The Old Grey Whistle Test ausgestrahlt und als Bonusfeature der Zusatz-DVD der 2007er SACD-Neuauflage von Duke veröffentlicht. Aufnahmen der Tour wurden auf Three Sides Live (1982), Genesis Archive #2: 1976–1992 (2000) und The BBC Broadcasts (2023) veröffentlicht.

## Setlist

### Beispiel-Setlist
- Deep in the Motherlode
- Dancing with the Moonlit Knight (intro)
- The Carpet Crawlers
- Squonk
- One for the Vine
- Behind the Lines
- Duchess
- Guide Vocal
- Turn It On Again
- Duke’s Travels
- Duke’s End
- Say It’s Alright Joe
- The Lady Lies
- Ripples
- Misunderstanding
- In the Cage
- The Colony of Slippermen (excerpt)
- Afterglow
- Follow You Follow Me
- Dance on a Volcano
- Drum Duet
- Los Endos

Zugaben:
- I Know What I Like (In Your Wardrobe)
- The Knife

## Tourdaten
| Nr.                 | Datum          | Stadt               | Land               | Veranstaltungsort               |                |
| Leg 1 – Europa      | Leg 1 – Europa | Leg 1 – Europa      | Leg 1 – Europa     | Leg 1 – Europa                  | Leg 1 – Europa |
| ------------------- | -------------- | ------------------- | ------------------ | ------------------------------- | -------------- |
| 1                   | 17. März 1980  | Paignton            | England            | Festival Hall                   |                |
| 2                   | 18. März 1980  | Paignton            | England            | Festival Hall                   |                |
| 3                   | 19. März 1980  | Exeter              | England            | University of Exeter            |                |
| 4                   | 20. März 1980  | Guildford           | England            | Civic Hall                      |                |
| 5                   | 22. März 1980  | Aylesbury           | England            | Friars                          |                |
| 6                   | 23. März 1980  | Reading             | England            | The Hexagon                     |                |
| 7                   | 27. März 1980  | London              | England            | Hammersmith Odeon               |                |
| 8                   | 28. März 1980  | London              | England            | Hammersmith Odeon               |                |
| 9                   | 29. März 1980  | London              | England            | Hammersmith Odeon               |                |
| 10                  | 31. März 1980  | Oxford              | England            | New Theatre                     |                |
| 11                  | 1. April 1980  | Ipswich             | England            | Gaumont Theatre                 |                |
| 12                  | 2. April 1980  | Great Yarmouth      | England            | ABC Theatre                     |                |
| 13                  | 3. April 1980  | Peterborough        | England            | Embassy Theatre                 |                |
| 14                  | 4. April 1980  | Birmingham          | England            | Odeon Theatre                   |                |
| 15                  | 5. April 1980  | Birmingham          | England            | Odeon Theatre                   |                |
| 16                  | 6. April 1980  | Blackpool           | England            | ABC Theatre                     |                |
| 17                  | 8. April 1980  | Stoke-on-Trent      | England            | Trentham Gardens                |                |
| 18                  | 9. April 1980  | Cardiff             | Wales              | Sophia Gardens Pavilion         |                |
| 19                  | 10. April 1980 | Southampton         | England            | Gaumont Theatre                 |                |
| 20                  | 11. April 1980 | Southampton         | England            | Gaumont Theatre                 |                |
| 21                  | 12. April 1980 | Brighton            | England            | Brighton Centre                 |                |
| 22                  | 13. April 1980 | Coventry            | England            | The Theatre                     |                |
| 23                  | 15. April 1980 | Leicester           | England            | De Montfort Hall                |                |
| 24                  | 16. April 1980 | Derby               | England            | Assembly Rooms                  |                |
| 25                  | 17. April 1980 | Sheffield           | England            | City Hall                       |                |
| 26                  | 18. April 1980 | Manchester          | England            | Apollo Theatre                  |                |
| 27                  | 19. April 1980 | Manchester          | England            | Apollo Theatre                  |                |
| 28                  | 21. April 1980 | Bradford            | England            | St. George’s Hall               |                |
| 29                  | 23. April 1980 | Edinburgh           | Schottland         | Odeon Theatre                   |                |
| 30                  | 24. April 1980 | Aberdeen            | Schottland         | Capitol Theatre                 |                |
| 31                  | 25. April 1980 | Dundee              | Schottland         | Caird Hall                      |                |
| 32                  | 27. April 1980 | Glasgow             | Schottland         | Apollo Theatre                  |                |
| 33                  | 28. April 1980 | Glasgow             | Schottland         | Apollo Theatre                  |                |
| 34                  | 29. April 1980 | Newcastle upon Tyne | England            | City Hall                       |                |
| 35                  | 30. April 1980 | Newcastle upon Tyne | England            | City Hall                       |                |
| 36                  | 1. Mai 1980    | Carlisle            | England            | Market Hall                     |                |
| 37                  | 2. Mai 1980    | Liverpool           | England            | Empire Theatre                  |                |
| 38                  | 3. Mai 1980    | Liverpool           | England            | Empire Theatre                  |                |
| 39                  | 5. Mai 1980    | London              | England            | Theatre Royal Drury Lane        |                |
| 40                  | 6. Mai 1980    | London              | England            | Lyceum Theatre                  |                |
| 41                  | 7. Mai 1980    | London              | England            | Lyceum Theatre                  |                |
| 42                  | 9. Mai 1980    | Portsmouth          | England            | Guildhall                       |                |
| Leg 2 – Nordamerika |                |                     |                    |                                 |                |
| 43                  | 17. Mai 1980   | Edmonton            | Kanada             | Northlands Coliseum             |                |
| 44                  | 18. Mai 1980   | Banff               | Kanada             | Max Bell Auditorium             |                |
| xx                  | 20. Mai 1980   | Vancouver           | Kanada             | Pacific Coliseum                |                |
| 45                  | 23. Mai 1980   | Oakland             | Vereinigte Staaten | Coliseum Arena                  |                |
| 46                  | 24. Mai 1980   | Long Beach          | Vereinigte Staaten | Long Beach Arena                |                |
| 47                  | 25. Mai 1980   | West Hollywood      | Vereinigte Staaten | The Roxy Theatre                |                |
| 48                  | 26. Mai 1980   | San Diego           | Vereinigte Staaten | Sports Arena                    |                |
| 49                  | 27. Mai 1980   | Los Angeles         | Vereinigte Staaten | Greek Theatre                   |                |
| 50                  | 30. Mai 1980   | Houston             | Vereinigte Staaten | The Summit                      |                |
| 51                  | 31. Mai 1980   | New Orleans         | Vereinigte Staaten | Saenger Theatre                 |                |
| 52                  | 1. Juni 1980   | Atlanta             | Vereinigte Staaten | Fox Theatre                     |                |
| 53                  | 3. Juni 1980   | Chicago             | Vereinigte Staaten | Park West                       |                |
| 54                  | 4. Juni 1980   | Kansas City         | Vereinigte Staaten | Kemper Arena                    |                |
| 55                  | 5. Juni 1980   | St. Louis           | Vereinigte Staaten | Kiel Opera House                |                |
| 56                  | 6. Juni 1980   | Rosemont            | Vereinigte Staaten | Rosemont Horizon                |                |
| 57                  | 7. Juni 1980   | Milwaukee           | Vereinigte Staaten | MECCA Arena                     |                |
| 58                  | 9. Juni 1980   | Clarkston           | Vereinigte Staaten | Pine Knob Music Theatre         |                |
| 59                  | 10. Juni 1980  | Clarkston           | Vereinigte Staaten | Pine Knob Music Theatre         |                |
| 60                  | 11. Juni 1980  | Richfield           | Vereinigte Staaten | Coliseum                        |                |
| 61                  | 12. Juni 1980  | Cincinnati          | Vereinigte Staaten | Music Hall                      |                |
| 62                  | 13. Juni 1980  | Pittsburgh          | Vereinigte Staaten | Stanley Theatre                 |                |
| 63                  | 14. Juni 1980  | Columbia            | Vereinigte Staaten | Merriweather Post Pavilion      |                |
| 64                  | 16. Juni 1980  | Philadelphia        | Vereinigte Staaten | Spectrum                        |                |
| 65                  | 17. Juni 1980  | Philadelphia        | Vereinigte Staaten | Spectrum                        |                |
| 66                  | 18. Juni 1980  | Boston              | Vereinigte Staaten | Orpheum Theatre                 |                |
| 67                  | 19. Juni 1980  | Montréal            | Kanada             | Forum                           |                |
| 68                  | 20. Juni 1980  | Montréal            | Kanada             | Forum                           |                |
| 69                  | 22. Juni 1980  | Ottawa              | Kanada             | Civic Centre                    |                |
| 70                  | 23. Juni 1980  | Toronto             | Kanada             | Maple Leaf Gardens              |                |
| 71                  | 24. Juni 1980  | Toronto             | Kanada             | Maple Leaf Gardens              |                |
| 72                  | 25. Juni 1980  | Rochester           | Vereinigte Staaten | Community War Memorial          |                |
| 73                  | 26. Juni 1980  | Buffalo             | Vereinigte Staaten | Memorial Auditorium             |                |
| 74                  | 28. Juni 1980  | Passaic             | Vereinigte Staaten | Capitol Theatre                 |                |
| 75                  | 29. Juni 1980  | New York City       | Vereinigte Staaten | Madison Square Garden           |                |
| 76                  | 30. Juni 1980  | Saratoga Springs    | Vereinigte Staaten | Saratoga Performing Arts Center |                |

## Band
- Tony Banks: Keyboards, Hintergrundgesang
- Phil Collins: Gesang, Schlagzeug, Percussion
- Mike Rutherford: Bass, Gitarre, Hintergrundgesang
- Daryl Stuermer: Gitarre, Bass
- Chester Thompson: Schlagzeug, Percussion